# 十師
十師（じっし）は、大化元年（645年）の大化の改新で新たに設置された官職の一つ。倭国（日本）における仏教の僧尼を教導したと想定される僧官の職である。

## 解説
十師は、唐の十大徳を参考に設置されたものである。これは、南北朝時代に北斉の文宣帝が天保年間（550年 - 559年）に設置した昭玄十統にならったもので、唐では元々鴻臚寺の管理下に崇玄署を置いて、俗官を令・丞に任命して仏教界を統御していたが、武徳2年（619年）に十大徳が代わりに設置された、と『旧唐書』の「続高僧伝」・「吉蔵・保恭伝」にある。ただし、同年間中に廃止されているようである。同時期に推古天皇16年（608年）の遣隋使で僧旻や南淵請安が同地に留学しているため、彼らがこれを移植し、同じ推古朝の32年4月13日に法頭制とともに制定された僧正・僧都に代えようとしたものと思われる。
経緯としては、孝徳天皇は大化元年8月に使いを「大寺」（百済大寺説と飛鳥寺説がある）に派遣し、僧尼を集めて、以下のように詔を発している。
「欽明天皇13年に百済の聖明王が仏法をわが国倭に伝えた。この時群臣はみなひろめることを欲しなかった。ところが、蘇我稲目だけはひとりその法を受け入れた。天皇は稲目に詔してその法を信奉させられた。敏達天皇の御世に蘇我馬子は追って父の遺法を尊び、仏の教えをあがめた。しかし、ほかの臣たちは信じなかったので、ほとんど滅びそうであった。天皇は馬子に詔して、その法を信奉させた。推古天皇の御世に馬子は天皇のために、丈六の繍像（ぬいもののみかた）・丈六の銅像を造った。仏教を顕揚し僧尼をつつしみ敬った。自分もまた正教を崇め、大きな道を照らしひらこうと思う」
以上のように述べた上で、福亮・恵雲・霊雲・常安・旻・道登・恵至・恵妙など10人を十師として任命し、恵妙にはさらに百済寺の寺主とした、とある。
十師は以上のようにして制定されたが、一方でこの時の詔には、寺院経営が困難な場合は天皇自身が援助するともされており、「諸寺の僧尼・奴婢・田畝の実態を調べて尽く明らかにし、報告せよ」という内容も含まれており、その任務を負う者として三輪色夫など3人を「法頭」にした、ともあり、推古朝に制定された制度も維持されていた。
十師はその後、 白雉2年（651年）3月、前年より取りかかっていた丈六の繍像（ぬいものほとけ）など36体の仏像が完成にともない、先帝である皇御母尊（すめらみおやのみこと）によって招請され、斎会を催しているが、その後目立った働きを見せておらず、法頭も上記の詔以降は記録に現れていない。結果として、天武天皇2年12月に「小僧都」が現れ、僧綱制へと発展してゆくこととなる。